# Anomoeotes elegans
Anomoeotes elegans là một loài bướm đêm thuộc họ Anomoeotidae. Loài này có ở Kenya.